# Israel en el Festival de la Canción de Eurovisión 2023
Israel participó en el LXVII Festival de la Canción de Eurovisión, que se celebró en Liverpool, Reino Unido del 9 al 13 de mayo de 2023, tras la imposibilidad de Ucrania de acoger el concurso por la victoria de Kalush Orchestra con la canción «Stefania». La KAN (IPBC) (Corporación de Radiodifusión Israelí) radiodifusora encargada de la participación israelí en el festival, decidió utilizar un método de selección interna para definir a su representante eurovisivo.
El 11 de julio de 2022, fue anunciada la cantante Noa Kirel como la representante israelí en el Festival de Eurovisión, haciéndolo la cantante de manera oficial un mes después. La canción titulada «Unicorn» fue seleccionada entre dos potenciales opciones y fue publicada en un especial junto a su videoclip el 8 de marzo de 2023.
Durante las semanas previas al festival, Noa Kirel partió como una de las favoritas para ganar el concurso, situándose en la séptima posición de las casas de apuestas.
Israel lograría la clasificación en la primera semifinal realizada el 9 de mayo, finalizando cuatro días más tardes en el 3° lugar con 362 puntos: 177 del jurado profesional y 185 del televoto, consiguiendo el mejor resultado para el país desde su victoria en 2018.

## Historia de Israel en el Festival
Israel debutó en el festival de 1973, participando desde entonces en 44 ocasiones. Israel ha ganado en cuatro ocasiones el certamen: la primera en 1978 con Izhar Cohen & Alphabeta con la canción «A-ba-ni-bi». Un año después en 1979 ganaron con el tema «Hallelujah» la cantante Gali Atari acompañada del grupo Milk & Honey. En 1998 venció Dana International con el tema «Diva», convirtiéndose en la primera persona transexual en ganar el certamen. La cuarta y última victoria israelí sucedió en 2018 con la canción urbana «Toy» de Netta. Israel se ha clasificado en 20 ocasiones dentro de los 10 mejores del concurso, siendo eliminado solo en siete ocasiones en las semifinales.
En 2022, el cantante Michael Ben David, no clasificó a la final terminando en 13.ª posición con 61 puntos en la segunda semifinal con el tema «I.M.».

## Representante para Eurovisión

### Elección Interna
Israel a través de su televisora KAN confirmó su participación en el Festival de la Canción de Eurovisión 2023 en el verano de 2022, anunciado que su representante sería seleccionado por un método de selección interna por primera vez desde 2014. Para la selección interna, la IPBC creó un comité especial de diez miembros que incluyó al director de las estaciones de radio de la IPBC, editores musicales, representantes profesionales de la IPBC y asesores externos de la escena cultural y musical. Dentro de la primera fase, el comité examinó una lista de 78 nombres de artistas destacados con experiencia en actuaciones frente a grandes audiencias y que aparecieran en las listas de reproducción de plataformas de radio y televisión, de acuerdo a Kan Gimel y Galgalatz (dos de las estaciones de radio más populares del país). Dicha lista incluyó cantantes nominados a Artista y Grupo del año en 2019, 2020 y 2021. En la segunda fase, cada miembro del comité sugirió dos nombres para posteriormente rankear dichos nombres en una lista tras su discusión y ofrecerle competir en el festival.
De manera sorpresiva, el 11 de julio de 2022, Israel confirmó que había sido seleccionada la súper estrella pop Noa Kirel para ser su representante en el festival eurovisivo, declarando la cantante en una entrevista al día siguiente que se estaba estudiando la oferta; especulándose posibles negociaciones respecto al contrato para que la cantante tomara una decisión final. Finalmente, el 10 de agosto de 2022, la artista confirmó su participación en el concurso de Eurovisión en una rueda de prensa. Respecto a su participación, Kirel declaró: 

«Tuve que dejar mi ego y mis preocupaciones a un lado. No estoy acostumbrado a estar en una situación de competir con la gente. Recientemente, también aprendí sobre los riesgos, y que no todo cae y sube en el arte y el desempeño, pero en una decisión del corazón, dejo todo eso a un lado y salgo con toda fe. Me propongo traer un gran honor al país.»
Noa Kirel

El 1 de septiembre de 2022, el equipo de Noa Kirel confirmó que estaba organizando un campamento de composición junto a profesionales que ya habían trabajado previamente con Kirel, con Noa tomando un rol activo dentro del propio campamento. A pesar de no confirmarse los nombres de los participantes, los rumores barajaron nombres como el de Doron Medalie, Ron Beaton, Jordi, Nitzan Kaykov, Itay Shimoni y Eitan Peled. Posteriormente se dio a conocer que la cantante recibió libertad creativa por parte de la KAN para crear el tema, a lo cual declaró «necesitan traer a un equipo es escritos y compositores israelíes» y que en el tema «habrá un color israelí en la canción» «No sé todavía si se expresará en la letra o en la producción musical, que traerá todo tipo de direcciones étnicas y mediterráneas». Así mismo, su agente Ben Soshan confirmó la cifra de 900 mil dólares, de los cuales cerca de dos tercios fue cubierto por el equipo de Noa y el resto por la KAN.
A finales de diciembre de 2022 se confirmó que Noa Kirel había grabado dos temas como los potenciales para el festival, uno sobre el amor y otro sobre el empoderamiento, ambos en inglés con palabras en hebreo y toques orientales. El 17 de enero de 2023 se anunció que el tema seleccionado fue «Unicorn» compuesto por la propia Noa junto a Doron Medalie, Mai Sepadia y Yanon Yehal. El tema de corte pop fue estrenado el 8 de marzo de 2023, en un programa especial por el canal KAN 11, publicándose su videoclip en el canal oficial de la cantante y de Eurovisión de YouTube.

## En Eurovisión
De acuerdo a las reglas del festival, todos los concursantes deben iniciar desde las semifinales, a excepción del anfitrión (en este caso, Reino Unido), el ganador del año anterior, Ucrania y el Big Five compuesto por Alemania, España, Francia, Italia y el propio Reino Unido. En el sorteo realizado el 31 de enero de 2023, Israel fue sorteada en la primera semifinal del festival. En este mismo sorteo, se determinó que participaría en la segunda mitad de la semifinal (posiciones 8-15). Semanas después, ya conocidos los artistas y sus respectivas canciones participantes, la producción del programa dio a conocer el orden de actuación, determinando que el país participaría en la novena posición, después de Suiza y precediendo a Moldavia.
Los comentarios para Israel correrán por tercera ocasión consecutiva por parte de Asaf Liberman y Akiva Novick en la transmisión por televisión y por radio. La portavoz de la votación del jurado profesional israelí será la cantante y representante del país en el festival de 1973 y 1977, Ilanit.

### Semifinal 1

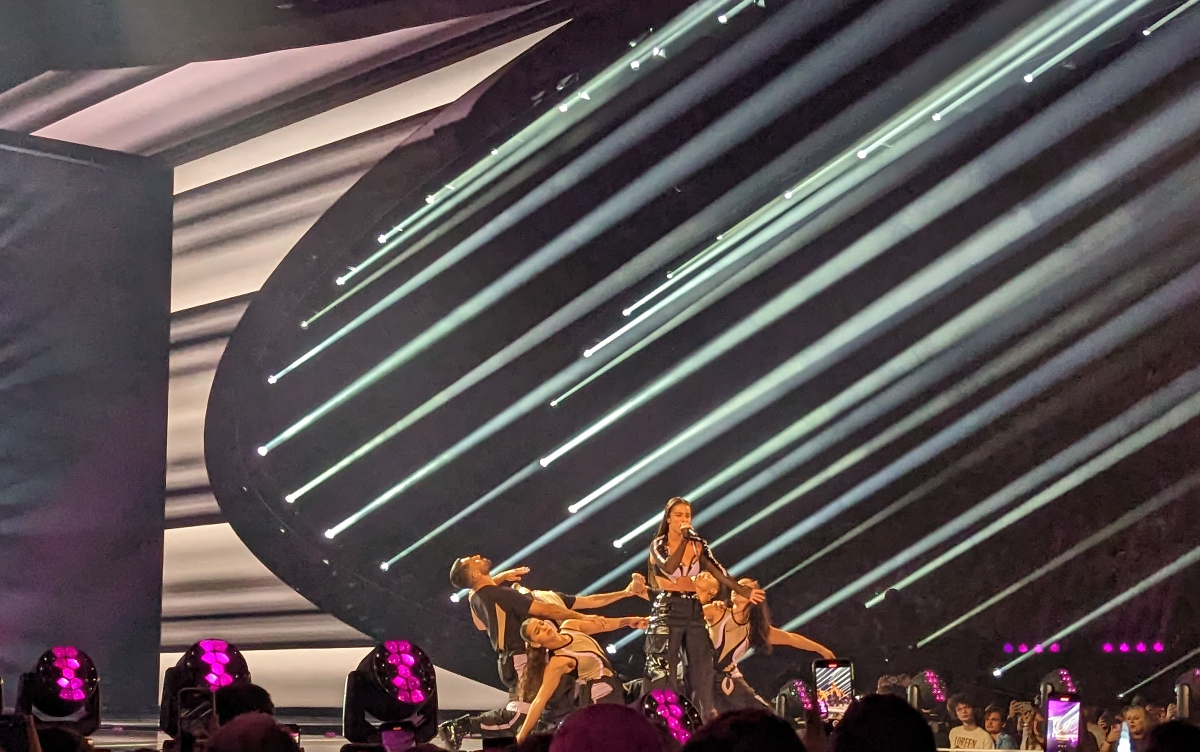
Noa Kirel durante un ensayo general de la semifinal 1.

Noa Kirel tomó parte de los ensayos los días 1 y 3 de mayo así como de los ensayos generales con vestuario de la primera semifinal los días 8 y 9 de mayo. Israel se presentó en la posición 9, después de Suiza y antes de Moldavia.
Al final del show, Israel fue anunciada como uno de los 10 países finalistas.Los resultados revelados una vez terminado el festival, colocaron a Israel en el 3° puesto con un total de 127 puntos, incluyendo la máxima puntuación de cuatro países: Azerbaiyán, Chequia, Moldavia y el recién instaurado Resto del Mundo. Este se convirtió en el mejor resultado para el país hebreo en una semifinal desde 2018.

### Final
Durante un sorteo previo a la rueda de prensa de los ganadores de la primera semifinal, se decidió en que mitad participaría cada finalista. Israel fue sorteada para participar en la segunda mitad de la final (posiciones 14-26).El orden de actuación revelado durante la madrugada del viernes 12 de mayo, decidió que Israel debía actuar en la posición 23 por delante de Lituania y por detrás de Eslovenia. Noa Kirel tomó parte de los ensayos generales con vestuario de la final los días 12 y 13 de mayo.El ensayo general de la tarde del 12 fue tomado en cuenta por los jurados profesionales para emitir sus votos, que representaron el 50% de los puntos.
Durante la votación, Israel se colocó en 2° lugar en la votación del jurado profesional con 177 puntos, solo por detrás de Suecia, recibiendo puntos de 25 jurados, incluyendo la máxima puntuación de cinco de ellos. Posteriormente se anunció su puntuación en la votación del televoto: la 5ª posición con 185 puntos, siendo votado por treinta de los países, incluyendo cuatro máximas puntuaciones entre ellas la de la recién instaurada votación del resto del mundo. La sumatoria final de 362 puntos posicionó a Israel en 3ª posición, su mejor resultado desde su victoria en 2018.

### Votación

#### Puntuación a Israel

##### Semifinal 1
| Televoto                                                    | Televoto       | Televoto                    | Televoto                              | Televoto           |
| 12 puntos                                                   | 10 puntos      | 8 puntos                    | 7 puntos                              | 6 puntos           |
| ----------------------------------------------------------- | -------------- | --------------------------- | ------------------------------------- | ------------------ |
| - Azerbaiyán - Moldavia - República Checa - Resto del Mundo |                | - Francia - Letonia - Malta | - Croacia - Portugal - Serbia - Suiza | - Irlanda - Italia |
| 5 puntos                                                    | 4 puntos       | 3 puntos                    | 2 puntos                              | 1 punto            |
| - Noruega                                                   | - Países Bajos | - Suecia                    | - Alemania                            | - Finlandia        |

##### Final
| Jurado                                                                  | Jurado                            | Jurado                                     | Jurado                               | Jurado                                     |
| 12 puntos                                                               | 10 puntos                         | 8 puntos                                   | 7 puntos                             | 6 puntos                                   |
| ----------------------------------------------------------------------- | --------------------------------- | ------------------------------------------ | ------------------------------------ | ------------------------------------------ |
| - Armenia - Azerbaiyán - Francia - Italia - Polonia                     | - Bélgica - Lituania - Serbia     | - Croacia - España - Grecia                | - Chipre - Georgia - Irlanda - Malta | - Albania                                  |
| 5 puntos                                                                | 4 puntos                          | 3 puntos                                   | 2 puntos                             | 1 punto                                    |
| - Letonia - Suecia                                                      | - Estonia - Reino Unido - Rumania | - Noruega                                  | - Países Bajos                       | - Suiza - Ucrania                          |
| Televoto                                                                |                                   |                                            |                                      |                                            |
| 12 puntos                                                               | 10 puntos                         | 8 puntos                                   | 7 puntos                             | 6 puntos                                   |
| - Armenia - Azerbaiyán - Chipre - Resto del Mundo                       | - Francia - Moldavia - San Marino | - República Checa                          | - España - Grecia - Serbia           | - Georgia - Malta - Países Bajos - Rumania |
| 5 puntos                                                                | 4 puntos                          | 3 puntos                                   | 2 puntos                             | 1 punto                                    |
| - Albania - Australia - Bélgica - Italia - Letonia - Polonia - Portugal | - Croacia                         | - Lituania - Noruega - Reino Unido - Suiza |                                      | - Austria - Irlanda - Ucrania              |

#### Votación realizada por Israel
| Puntos    | Televoto        |
| --------- | --------------- |
| 12 puntos | Finlandia       |
| 10 puntos | Noruega         |
| 8 puntos  | República Checa |
| 7 puntos  | Suecia          |
| 6 puntos  | Moldavia        |
| 5 puntos  | Croacia         |
| 4 puntos  | Suiza           |
| 3 puntos  | Portugal        |
| 2 puntos  | Malta           |
| 1 punto   | Azerbaiyán      |

| Puntos    | Jurado          | Televoto        |
| --------- | --------------- | --------------- |
| 12 puntos | Suecia          | Finlandia       |
| 10 puntos | Noruega         | Noruega         |
| 8 puntos  | Finlandia       | Ucrania         |
| 7 puntos  | Ucrania         | Italia          |
| 6 puntos  | Austria         | Croacia         |
| 5 puntos  | Estonia         | Moldavia        |
| 4 puntos  | República Checa | Suecia          |
| 3 puntos  | Bélgica         | Armenia         |
| 2 puntos  | Polonia         | República Checa |
| 1 punto   | Chipre          | Francia         |

##### Desglose
El jurado israelí en la final estuvo compuesto por:
- Amir Ben-David
- Ron Biton
- Adi "Perry" Cohen
- Tal Argaman Peleg
- Yasmin Ishbi

| Semifinal 1 | Semifinal 1  | Semifinal 1                | Semifinal 1                |
| N.º         | País         | Televoto                   | Televoto                   |
| N.º         | País         | Ranking                    | Puntos                     |
| ----------- | ------------ | -------------------------- | -------------------------- |
| 01          | Noruega      | 2                          | 10                         |
| 02          | Malta        | 9                          | 2                          |
| 03          | Serbia       | 13                         |                            |
| 04          | Letonia      | 12                         |                            |
| 05          | Portugal     | 8                          | 3                          |
| 06          | Irlanda      | 14                         |                            |
| 07          | Croacia      | 6                          | 5                          |
| 08          | Suiza        | 7                          | 4                          |
| 09          | Israel       | -------------------------- | -------------------------- |
| 10          | Moldavia     | 5                          | 6                          |
| 11          | Suecia       | 4                          | 7                          |
| 12          | Azerbaiyán   | 10                         | 1                          |
| 14          | Chequia      | 3                          | 8                          |
| 14          | Países Bajos | 11                         |                            |
| 15          | Finlandia    | 1                          | 12                         |

| Final | Final       | Final                      | Final                      | Final                      | Final                      | Final                      | Final                      | Final                      | Final                      | Final                      |
| N.º   | País        | Jurado                     | Jurado                     | Jurado                     | Jurado                     | Jurado                     | Jurado                     | Jurado                     | Televoto                   | Televoto                   |
| N.º   | País        | Jurado A                   | Jurado B                   | Jurado C                   | Jurado D                   | Jurado E                   | Rank                       | Pts                        | Rank                       | Pts                        |
| ----- | ----------- | -------------------------- | -------------------------- | -------------------------- | -------------------------- | -------------------------- | -------------------------- | -------------------------- | -------------------------- | -------------------------- |
| 01    | Austria     | 1                          | 5                          | 20                         | 6                          | 16                         | 5                          | 6                          | 13                         |                            |
| 02    | Portugal    | 23                         | 20                         | 24                         | 21                         | 21                         | 25                         |                            | 18                         |                            |
| 03    | Suiza       | 10                         | 6                          | 5                          | 19                         | 10                         | 12                         |                            | 15                         |                            |
| 04    | Polonia     | 2                          | 16                         | 10                         | 7                          | 22                         | 9                          | 2                          | 14                         |                            |
| 05    | Serbia      | 22                         | 21                         | 9                          | 14                         | 17                         | 16                         |                            | 23                         |                            |
| 06    | Francia     | 21                         | 22                         | 23                         | 15                         | 18                         | 21                         |                            | 10                         | 1                          |
| 07    | Chipre      | 11                         | 7                          | 21                         | 5                          | 7                          | 10                         | 1                          | 12                         |                            |
| 08    | España      | 9                          | 12                         | 8                          | 11                         | 14                         | 14                         |                            | 19                         |                            |
| 09    | Suecia      | 3                          | 1                          | 1                          | 3                          | 1                          | 1                          | 12                         | 7                          | 4                          |
| 10    | Albania     | 24                         | 17                         | 22                         | 16                         | 13                         | 20                         |                            | 24                         |                            |
| 11    | Italia      | 12                         | 11                         | 11                         | 13                         | 9                          | 15                         |                            | 4                          | 7                          |
| 12    | Estonia     | 13                         | 10                         | 13                         | 4                          | 3                          | 6                          | 5                          | 20                         |                            |
| 13    | Finlandia   | 18                         | 2                          | 2                          | 22                         | 4                          | 3                          | 8                          | 1                          | 12                         |
| 14    | Chequia     | 4                          | 9                          | 12                         | 10                         | 5                          | 7                          | 4                          | 9                          | 2                          |
| 15    | Australia   | 17                         | 14                         | 18                         | 17                         | 20                         | 19                         |                            | 11                         |                            |
| 16    | Bélgica     | 5                          | 13                         | 7                          | 8                          | 6                          | 8                          | 3                          | 21                         |                            |
| 17    | Armenia     | 8                          | 24                         | 6                          | 12                         | 15                         | 13                         |                            | 8                          | 3                          |
| 18    | Moldavia    | 16                         | 8                          | 4                          | 9                          | 11                         | 11                         |                            | 6                          | 5                          |
| 19    | Ucrania     | 6                          | 4                          | 16                         | 2                          | 8                          | 4                          | 7                          | 3                          | 8                          |
| 20    | Noruega     | 7                          | 3                          | 3                          | 1                          | 2                          | 2                          | 10                         | 2                          | 10                         |
| 21    | Alemania    | 20                         | 18                         | 19                         | 24                         | 25                         | 22                         |                            | 17                         |                            |
| 22    | Lituania    | 15                         | 19                         | 15                         | 20                         | 12                         | 17                         |                            | 25                         |                            |
| 23    | Israel      | -------------------------- | -------------------------- | -------------------------- | -------------------------- | -------------------------- | -------------------------- | -------------------------- | -------------------------- | -------------------------- |
| 24    | Eslovenia   | 14                         | 23                         | 14                         | 18                         | 19                         | 18                         |                            | 16                         |                            |
| 25    | Croacia     | 25                         | 15                         | 25                         | 25                         | 24                         | 24                         |                            | 5                          | 6                          |
| 26    | Reino Unido | 19                         | 25                         | 17                         | 23                         | 23                         | 23                         |                            | 22                         |                            |